# Knock Out (album)
Knock Out è il quarto album in studio dei Bonfire, uscito nel 1991 per l'etichetta discografica BMG International.

## Tracce
1. Streets of Freedom (Lessmann, Schleifer) 4:58
2. The Stroke (Squier) 4:25 (Billy Squier Cover)
3. Dirty Love [Dirty Version] (Deisinger, Lessmann, Schleifer) 3:50
4. Rivers of Glory (Lessmann, Schleifer) 4:53
5. Home Babe (Lessmann, Schleifer) 4:57
6. Shake Down (Deisinger, Lessmann, Schleifer) 3:03
7. Hold You (Lessmann, Schleifer) 4:20
8. Down and Out (Lessmann, Schleifer) 3:38
9. Take My Heart and Run (Lessmann, Voss-Schon) 5:55
10. All We Got (Deisinger, Lessmann, Schleifer) 4:42
11. Fight for Love (Lessmann, Schleifer) 5:13
12. Tonmeister (Deisinger, Lessmann, Mack, Patrik, Schleifer) 9:02

## Formazione
- Claus Lessmann - voce
- Angel Schleifer - chitarra
- Joerg Deisinger - basso
- Edgar Patrik - batteria